# Camponotus gigas
Camponotus gigas é uma espécie de inseto do gênero Camponotus, pertencente à família Formicidae.